# Lisa van Belle
Lisa van Belle, née le 30 janvier 2004 à Zoetermeer, est une coureuse cycliste néerlandaise, active sur route et sur piste.

## Biographie
Lisa van Belle vient d'une famille passionnée de cyclisme. Elle est la soeur de Loe van Belle et de Bas van Belle, tous deux également coureurs cyclistes.
Chez les juniors (moins de 19 ans), elle termine respectivement troisième et deuxième du championnat des Pays-Bas sur route en 2021 et 2022. Elle participe avec l'équipe nationale aux courses juniors du Tour des Flandres et de Gand-Wevelgem. En 2023, elle court pour le club du WV Schijndel, dont elle rejoint l'équipe continentale belge Proximus-Cyclis CT en 2024. 
En cyclisme sur piste, elle décroche plusieurs médailles aux championnats des Pays-Bas en 2022 et 2023. Début 2024, elle remplace Maike van der Duin, blessée, aux championnats d'Europe pour participer à la course à l'américaine avec Marit Raaijmakers. Le duo se classe à la cinquième place. Elle court ensuite à deux reprises lors de la Coupe des nations, où elle termine troisième de l'américaine à Hong Kong, toujours avec Raaijmakers. Aux Jeux olympiques de 2024, elle est médaillée de bronze de la course à l'américaine aux côtés de Maike van der Duin. En 2025, elle décroche deux médailles aux championnats d'Europe élites et trois aux championnats d'Europe espoirs. Elle est notamment sacrée championne d'Europe de l'américaine et championne d'Europe d'omnium espoirs.

## Palmarès sur piste

### Jeux olympiques
- Paris 2024
  -  Médaillée de bronze de la course à l'américaine

### Coupe des nations
- 2024
  - 3e de l'américaine à Hong Kong
- 2025
  - 2e de la course à l'élimination à Konya
  - 2e de l'omnium à Konya

### Championnats d'Europe
| Édition / Épreuve     | Poursuite | Américaine             | Omnium | Élimination |
| Heusden-Zolder 2025   |           | Or (avec van der Duin) |        | Bronze      |
| Anadia 2025 (espoirs) | Bronze    | Argent                 | Or     |             |

### Championnats des Pays-Bas
- 2022
  - 2e de la poursuite individuelle
- 2023
  - 2e de l'américaine (avec Babette van der Wolf)
  - 3e de l'omnium

## Palmarès sur route

### Par années
- 2021
  - 3e du championnat des Pays-Bas sur route juniors
- 2022
  - 2e du championnat des Pays-Bas sur route juniors

### Résultats sur les grands tours

#### Tour d'Espagne
1 participation
- 2025 : 82e

### Classements mondiaux
| Année                                 | 2023 |
| ------------------------------------- | ---- |
| Classement UCI                        | 969e |
|                                       |      |
| Légende : nc = non classéSource : UCI |      |